# Williams Shire
Williams Shire är en kommun i Australien. Den ligger i delstaten Western Australia, omkring 150 kilometer sydost om delstatshuvudstaden Perth. Antalet invånare var 981 vid folkräkningen 2016. Huvudort är Williams.